# Thomas Rohregger
Thomas Rohregger (Innsbruck, 23 de desembre de 1982) és un ciclista austríac, ja retirat, professional des del 2003 fins al 2013. Durant la seva carrera va córrer a l'Elk Haus-Simplon, el Team Milram i el RadioShack-Leopard.
La seva victòria més important és la classificació final de la Volta a Àustria de 2008. Aquell mateix any va prendre part en la prova en ruta dels Jocs Olímpics de Pequín, finalitzant en la 38a posició final.

## Palmarès
- 2006
  - Vencedor de la classificació de la muntanya de la Volta a Àustria
  - Vencedor de la classificació de la muntanya de la Volta a Luxemburg
- 2007
  - 1r a Gmünd
  - Vencedor d'una etapa de la Volta a Àustria
- 2008
  - 1r a la Volta a Àustria
- 2010
  - Vencedor de la classificació de la muntanya del Tour Down Under

### Resultats al Giro d'Itàlia
- 2009. 29è de la classificació general
- 2010. Abandona (11a etapa)
- 2011. No surt (5a etapa)
- 2012. 31è de la classificació general

### Resultats a la Volta a Espanya
- 2009. Abandona (10a etapa)
- 2011. 28è de la classificació general

### Resultats al Tour de França
- 2010. 74è de la classificació general